# Gerard Timoner
Fray Gerard Francisco III Timoner Parco, O.P. (Daet, Camarines Norte, Filipinas; 26 de enero de 1968) es un fraile dominico, sacerdote católico y teólogo filipino. El 13 de julio de 2019, en el 290.º Capítulo General Electivo de la Orden de Predicadores realizado en Vietnam, fue elegido Maestro de la Orden, convirtiéndose en el 87.º sucesor de santo Domingo de Guzmán.

## Biografía
Nacido en Daet, Camarines Norte (Filipinas). Se unió a los dominicos en 1985 e hizo su primera profesión religiosa el 13 de mayo de 1989 y fue ordenado sacerdote el 14 de mayo de 1995.  
En su formación ha obtenido el grado de bachiller en filosofía en el Centro Filipino Dominicano de Estudios Internacionales en 1991. Además es Licenciado en Sagrada Teología por la Universidad de Santo Tomás de Manila (Filipinas) y Doctor en Teología desde 2004 por la Universidad Radboud de Nimega, en los Países Bajos.
Ocupó los cargos de prior de la provincia de Filipinas, vicecanciller y vicerrector de asuntos religiosos de la Universidad Santo Tomás de Manila y rector del Seminario Central de la misma de 2007 a 2012.
El 23 de septiembre de 2014, el Papa Francisco lo nombró miembro de la Comisión Teológica Internacional. Además recibió el cargo de Socio del Maestro de la Orden para Asía y el Pacífico en la Curia de la Orden, ubicada en el convento de la Basílica de Santa Sabina.

## Elección como «Maestro de la Orden»
El Capítulo General Electivo de la Orden de Predicadores n.º 290, fue celebrado en el Seminario de Xuan Loc, de la localidad de Biên Hoà (Vietnam), del 7 de julio al 4 de agosto de 2019. Siendo el segundo Capítulo General que se celebra en Asia, después del Capítulo General n.º 276 (no electivo) de Ciudad Quezón (Filipinas), realizado en 1977. Fue el primer Capítulo General Electivo celebrado en Vietnam, un país no católico pero con gran ímpetu de vida para la Familia Dominicana y la Iglesia. 
Entre los asistentes a Biên Hoà se contaban 104 capitulares con derecho a voz y voto, además de 17 invitados en representación de las diferentes ramas de la Familia Dominicana y de la Curia.
El 13 de julio de 2019, después de la misa del Espíritu Santo, el pleno de los electores del Capítulo General se trasladó inmediatamente a la Sala Capitular para elegir al 88.º Maestro de la Orden, sucesor de santo Domingo de Guzmán, cuyo oficio dura 9 años (2019 – al 2028). Resultando electo fr. Gerard F. Timoner III, quien estaba fuera de la elección, por estar sirviendo como Socio del Maestro de la Orden para Asia y el Pacífico.
Después de resultar electo y haber aceptado el cargo, fr. Gerard Timoner III, se convierte en el primer Maestro de la Orden asiático y el tercero no europeo, después de Antonio de Monroy y de Carlos Alfonso Azpiroz Costa, animando a "una mirada no europeizante"  de la Orden.